# Kibuye
Kibuye est une ville de l'ouest du Rwanda, située au centre de la rive est du lac Kivu. Elle est située à 139 km à l'Ouest de Kigali, à 86 km de Gitarama, à 115 km au sud de Gisenyi par la piste et à 133 km au Nord de Cyangugu par la piste.
Avant la réforme administrative de 2006, Kibuye était aussi la capitale d'une province (préfecture jusqu'en 2002) à laquelle elle donnait son nom (aujourd'hui intégrée avec les anciennes provinces de Cyangugu et de Gisenyi dans la Province de l’Ouest). C'est la station balnéaire préférée des Rwandais. La province où se situe Kibuye a été la dernière à être dotée d'une route asphaltée. Kibuye est très favorable au tourisme, l'environnement est splendide et on peut visiter non loin de là le mémorial national de la résistance de Bisesero. Kibuye possède plusieurs hôtels tout près des plages du lac Kivu. Un musée de l'environnement a été ouvert en 2013.
Deux projets énergétiques ont été développés à Kibuye : le Kibuye Power Plant 1 et la centrale électrique de KivuWatt (entrée en opération en 2016) qui visent chacun à utiliser le gaz méthane du Lac Kivu pour la production d'électricité.

## Histoire
En 1994, durant le génocide des Tutsis au Rwanda, elle fut le théâtre d'atroces massacres. 11 400 personnes furent massacrées dans le stade, et au moins 2 000 autres dans l'église Saint-Jean, sur ordre du préfet Clément Kayishema, qui a été condamné à perpétuité par le tribunal d'Arusha.

## Personnalités liées à la ville
- Elizaphan Ntakirutimana, pasteur de l'Église adventiste du septième jour du Rwanda.